# Берёзовское (озеро, Пермский край)
Берёзовское — озеро на севере Чердынского района Пермского края.
Расположено примерно в 3 км к северу от Чусовского озера, в пойме реки Берёзовка. Абсолютная отметка уреза воды составляет 128,4 м. Площадь озера — 2,08 км². Его максимальная глубина при паводках — 6 м, а при меженном уровне — 4,5 м. Соединено с рекой Берёзовка глубокой протокой. Берега озера низкие, заболоченные; дно илистое. Летом озеро сильно зарастает водной растительностью.
Является крупным нерестилищем и нагульным водоёмом. В озере водятся окунь, щука, язь, лещ, плотва, ёрш, карась и другие виды рыб.

## Топографические карты
- Лист карты P-40-101,102 Головной. Масштаб: 1 : 100 000. Состояние местности на 1982 год. Издание 1988 г.